# رتیل آذینی میسور
رتیل آذینی میسور (نام علمی: Poecilotheria striata) نام یک گونه از سرده عنکبوت‌های ببری است.